# Hemichromis elongatus
Hemichromis elongatus är en fiskart som först beskrevs av Guichenot, 1861.  Hemichromis elongatus ingår i släktet Hemichromis och familjen Cichlidae. IUCN kategoriserar arten globalt som livskraftig. Inga underarter finns listade i Catalogue of Life.